# 拳児
『拳児』（けんじ）は、原作：松田隆智、作画：藤原芳秀による日本の漫画。週刊少年漫画雑誌『週刊少年サンデー』（小学館）に、1988年2・3号から1992年5号まで連載された。単行本は小学館：少年サンデーコミックスより全21巻（うち外伝1巻）、同ワイド版より全11巻、小学館文庫より全12巻、コンビニコミック版全8巻が刊行されている。
本記事では続編『拳児2』についても記述する。

## 解説
中国武術をテーマとした作品であり格闘シーンも頻繁に登場するが、戦闘そのものがメインテーマとなっている一般の格闘漫画とは異なり、主人公・拳児の成長を軸に中国武術の技術論や思想・哲学などを描いた物語となっている。
本作のストーリーそのものはフィクションだが、現実の武術史、実在した過去の武術家に関するエピソードが多数紹介されており、高名な武術家がモデルとなったキャラクターも数多く登場している。なお、連載当時は存命中だった武術家をモデルに作られたキャラクターは名前を一部改変した別名にされており、既に死去していた場合は実名で描かれている。
本作において八極拳は、主人公が主として学ぶ武術ということもあり、非常にダイナミックに描写されている。そのため、劇中の八極拳には漫画的な誇張が多く、実際の八極拳の姿とは大きくかけ離れた部分も少なくない。

## あらすじ
父、母と3人で東京に暮らす剛拳児は、拳法に夢中のヤンチャな小学生。田舎暮らしから帰郷した祖父・侠太郎から八極拳を学びながら、曲がったことを許さない、正義感と義侠心にあふれる性格に育っていた。しかし、ある日侠太郎は、日中戦争時代に恩を受けたかつての知人を訪ねるため、単身中華人民共和国へ渡りそのまま消息を絶ってしまう。
時が経ち、中学時代、高校時代を経て、才気あふれる拳士としても成長しつつあった拳児は、祖父の言葉に従い日々修練に勤しんでいた。そして横浜の中華料理屋のオーナー、張 仁忠との出会いにより八極拳の鍛錬の機会を得て本格的な修行を始めるが、不良グループを束ねる拳法使い・トニー・譚に目を付けられ、小競り合いの末に抗争事件に発展してしまい、学校から無期停学処分を言い渡されてしまう。
張の勧めもあり、拳児は停学期間を利用して今だ行方の知れない侠太郎を探すため、台湾・香港を経由して中国へと旅立つことになる。

## 登場人物

### 主要人物
剛 拳児（ごう けんじ）
本作の主人公。正義感が強く、激情的で負けず嫌いな一面を持つ。幼少期はわんぱくで向こう見ずな子供だったが、やがて大人しく礼儀正しい少年へと成長した。幼少時より、祖父・侠太郎から八極拳を習っていた。
教育熱心な母親の方針で、進学校の乾清大学付属中学に通っていた。しかし、暴走族とのいさかいに巻き込まれて付属高校に上がれず、不良校である紫竹院学舎高校へ進学。侠太郎が中国に旅立って以降は、独学で八極拳の稽古を続ける傍ら様々な武術・格闘技を学んでいる。その後、横浜にて張仁忠に本格的に八極拳を師事していた。
高校1年次の2学期に、トニー・譚との抗争で無期停学処分を下されたため、その期間を利用し、音信不通となった侠太郎を追って一人中国へと旅立つ。日本を出国した後は、台湾で蘇崑崙に師事し、八極拳や蟷螂拳や八卦掌など数々の中国武術を修行している。
その後、香港を経由して中国に渡り、教えられた問答により在家裡の協力を得て旅を続け嵩山少林寺における夜叉王との戦いの末に病に倒れていた祖父と再会を果たす。その直後、再度姿を現したトニー譚との決闘に臨み、勝利を収めて無事帰国した。
修行の日々の中、若くして仁義礼智信厳勇の7つの心得を備え持つ者として、八極拳の正式な門人として認められるにいたるが、年頃の少年らしく強さを一途に追い求める性根と、１度決めたことを曲げず命を懸けた戦いにも臆せず立ちむかおうとする向こう見ずな性格は幼い頃より変わっていない。
トニー・譚（たん）
ベトナム出身の華僑。洪家拳と流星錘の使い手で、横浜にて「黒影会（ブラック・シャドー）」と名乗る愚連隊を率いている。戦争によって家族と離れ離れになり、シンガポール、香港を経て横浜へ来訪。異国でたった一人幼少時代を生き抜いてきた過去から、強くなることと勝つことへの強い執着心を抱くようになり、命のやり取りをしてこそ拳術だと妄信し相手を殺すことも厭わぬ粗暴で残忍な性格となった。自分の気に障る相手に一方的に喧嘩をしかけ、一度己が敵と定めた相手には勝利を収めるまでつきまとい、その気にさせるために執拗な挑発を行ったり、入門を断った老師の弟子たちに逆恨みから嫌がらせをするなど執念深く陰湿な一面も持つ。
張仁忠に何度となく八極拳を師事しようとしたものの、そうした性格の激しさからその都度拒否されたため、張から直々に技を学び、かつ生い立ちや境遇も正反対の拳児を激しく敵視している。その後の対決で拳児に2度敗れた後、修行のため中国本土に渡って心意六合拳を学び、侠太郎と再会した後の拳児に復讐戦を挑んだ。圧倒的実力差で拳児を追い込むも巻き返され、降参した振りをして執拗に追い詰め命を奪おうとするものの、拳児の八極拳の渾身の一撃を受けて共に崖から川に転落し、生死不明のまま消息を絶つ。
モデルはアメリカ合衆国在住の南派拳法家、トニー・チェン。チェン自身も本人役で劇中に登場し、譚とは義兄弟の間柄という設定になっているが、本作でのチェンは拳法家ではなく、拳法における思想の心得のある実業家となっている。
『拳児2』において登場はしていないものの、最後の対決以降も「幾度となく戦いを繰り広げた」と回想で示唆されている。

### 拳児の家族
剛 侠太郎（ごう きょうたろう）
拳児の父方の祖父で、八極拳の師匠。田舎に一人で暮らしている。明るく子供っぽい性格だが、義侠心に溢れ曲がったことを許さない。武術家としての技量は非常に高く、暗勁を使いこなすこともできる。
青年時代、日中戦争に従軍した際に滄州で負傷した自分を助け、友人となった中国人農夫・尹春樹の縁で、八極門の拳士・孟修齢に弟子入りした。終戦後、一門の協力を得て日本に帰国。老境に入り、友人との再会の約束を果たすべく中国に旅立ったまま消息不明となる。
中国では漢名風に略した剛 侠（カン・シャー）と名乗り、春樹の息子（東侠の父親）が決闘を強いられ殺された事件を追って河南省へ向かう。嵩山少林寺を訪れたことがきっかけで夜叉王の頭目・悟空と立ち合い、一昼夜に渡る激闘の末に義兄弟となった。やがて内輪争いで悟空が殺されると夜叉王に監禁され、関節リウマチを患ったため身動きがとれず、老君山で拳児の来訪を待ち続けていた。
拳児と再会して夜叉王との紛争を終結させた後、トニー譚との決着をつけることを決意した拳児に手紙を残して先に帰国。決着をつけて帰って来た拳児を田舎に呼び寄せて刀による真剣勝負をさせ、「人が万物の愛によって活かされている」ということを実感と共に教え伝えた。
剛 仁（ごう ひとし）
拳児の父親。侠太郎の息子。東大卒のエリート。武術の経験がなくサラリーマンとして生活を送っている。大学では西洋哲学を専攻し、拳児の生き方には早くから理解を見せており、トニーとの決闘で迷いを見せた際には相談に乗った。
剛 淳子（ごう じゅんこ）
拳児の母親。お茶の水女子大卒の才媛で専業主婦。典型的な教育ママで、拳児の将来の安定を願って進学校に通わせるなどし、武術を学ぶことにも難色を示しているが、最終的には拳児自身が納得できる人生を送れるよう見守るようになる。

### 日本
市村 太一（いちむら たいち）
拳児の友人。小学校、中学校と拳児の同級生で、高校は付属高校に進学。肥満体型で、小学生の時は気の弱いいじめられっ子だったが、侠太郎から形意拳の手ほどきを受け自ら克服する。高校時代には小学生時代のクラスメイトだった美鈴と付き合うようになり、拳児の帰国後に往来端を共に歩いていた際、美鈴に目をつけた不良の群れ（トニーの元手下たち）に臆せず立ち向かうほどまでに成長した。
美鈴
拳児や太一の小学生時代のクラスメイト。高校になってから太一と互いに付き合うようになり、再会した際には拳児とお互いに変わっていない様子に驚いている。『拳児2』では、太一と結婚している。
風間 晶（かざま あきら）
拳児と同い年の少女で、テキ屋・関東大和屋一家の元締の娘。小学生の時の縁日で拳児と出会い、以来拳児に対して好意を寄せている。中学生時代は一般家庭と大きく異なる自分の家庭環境から荒れており、暴走族「鉄羅漢」に加わって非行に走っていた。拳児との再会をきっかけに非行行為をやめて名門高校に進学し、後にオートバイレーサーという目標を得る。
井上（いのうえ）
暴走族「鉄羅漢」のリーダー。拳児が中学生の時に1対1で戦い、実力を認めて友人となる。対立グループとの乱闘を機に暴走族をやめ、張仁忠の店でコック見習いとして働く。『拳児2』では独立して六本木に店を開いている。
堀田 豪士（ほった たけし）
松濤館流空手を学ぶ少年。高山と一緒に侠太郎を訪ねた時に、侠太郎宅に遊びに来ていた拳児と知り合う。馬歩（立禅?）よる鍛錬中の拳児をからかうという子供らしい意地の張り合いから始まった引率者立ち合いの勝負を経て親友同士となった。
後に高校チャンピオンとなり、ニュースでそれを知った拳児と再会、それをきっかけに高山から、空手以外の技の手ほどきも受けるようになる。
高山 双八（たかやま そうはち）
侠太郎と親交のある空手家。松濤館師範にして高山派の創始者。若い時には全国大会を制覇したこともある。空手以外の武道・武術にも精通しており、拳児と堀田に様々な古武術の技を指導する。
モデルは國際松濤館空手道連盟最高師範・金澤弘和。
阿形（あがた）
拳児が進学した紫竹院学舎の生徒。拳児と同じクラスで、拳児が中国武術を学んでいると聞いて声をかけてきた。学校内では比較的仲が良く、拳児の壮行会にも藤吉や野田と共に呼ばれている。陳式太極拳を学んでいるが大会成績は150人中146位と腕前は今一つ。
藤吉、野田（ふじよし、のだ）
拳児が進学した紫竹院学舎の生徒（上級生）。それぞれ相撲部とボクシング部の主将で、藤吉は番を張っている。
藤吉は鉄羅漢と敵対していた暴走族・ナイトスローターの頭目と兄弟分であり、鉄羅漢の井上と関わりのあった拳児に目をつけリンチにかけるが、拳児の強烈な頭突きの一撃に敗れ、騒ぎが教師にバレた際に拳児に庇われたことで素直に敗北を認め、以後友人となった。
野田は対外試合に欠員が出来た際に、拳児を抜擢。本来は体重が足りない階級の試合に出すなど、ある意味藤吉より無茶な真似をした。
三藤（みふじ）
拳児が進学した紫竹院学舎の教師。拳児のクラス担任兼生徒指担当。空手家でもあり、「鉄拳」の異名で生徒たちからも恐れられている。
豪快な人物で、生徒たちに恐れられる一方で、生徒たちを信頼することを心掛け、三流高と呼ばれる学校に進学してきた彼らに「大きい男であれ」と語るなど、教師としてのみならず漢としての器も深い。
拳児の理解者の一人でもあり、世間一般の流れから外れた彼を感心と共にあたたかい目で見守り、校内での乱闘騒ぎが起きた際には満場一致で退学にすべしと言い切る教師たちの中で唯一拳児をかばった。また、トニー譚との抗争に図らずも及んでしまった拳児に落胆する母に対し、大ごとに巻き込まれるのは大物になる証拠、自分が代わりたいくらいだと興奮しながら言い切った。
木製の椅子を盾にしてきたトニーの子分を椅子ごしの一撃でヘルメットごとぶちのめすなど、空手の腕もかなり立つ。拳児を空手部に誘った際には、自分が高山の後輩であり、自身が唯一勝てなかった相手だと語っている。
張 仁忠（ちょう じんちゅう）
横浜中華街で中華料理店「金龍菜館」を経営する中国人。八極拳の達人で、井上の縁で出会った拳児を弟子に迎え基礎である小架に留まっていた八極拳の次の段階「大八極」を伝授。拳児が中国へ渡る際にはユニオンの一員として台湾の劉月侠に引き合わせるなど、様々なバックアップを行う。
モデルは在日華僑の中国武術家・張世忠。張は李書文の孫弟子にあたる八極拳の達人であっただけでなく、銀座で中華料理店「東生園」も経営していた。
張 禅（ちょう ぜん）、美美（めいめい）
張仁忠の孫。
禅は祖父から八極拳を学んでおり、幼少期の拳児同様にヤンチャ坊主。何かというと勝負を持ちかける少年。高校1年時点での拳児の八極拳歴（約7年）より後に生まれたとのことで登場した時点では5-6歳。
美美は禅の妹。仲良くなると飴をくれる女の子。
盛 由美（せい ゆみ）
横浜の大物・盛大人の孫娘。八卦掌を学んでおり、暗器（隠し武器）にも詳しい。『拳児2』では結婚してパリで八卦掌の教室を開いていると語られている。

### 台湾
劉 月侠（りゅう げつきょう）
李書文の最後の弟子。台湾総統府侍衛隊の武術教師をしており、その傍らで自ら見込んだ数人の高弟に八極拳を指導している。後に拳児を直弟子とし、正式な八極門の門人として迎え入れる。八卦掌の達人でもある。
大陸・滄州の出身で、青年時代は中華民国の工作員として活動していた。やがて命懸けの戦いに空しさを感じ、戦後は台湾に渡って長い間武術と関わることなく静かに暮らしていたが、総統府に武術師範として招かれたのをきっかけに自らの技を後世に伝える作業に乗り出した。正式な門人としては拳児や蘇を含めて5人の弟子がおり、劉以外の武術家からも教えを受けている。拳児の入門祝いにそれぞれが学んだ武術を（時間の関係もあって触り程度だが）教えている。
モデルは李書文の実在の関門弟子・劉雲樵。
蘇 崑崙（そ こんろん）
劉月侠の高弟。台北で診療所を営みながら、学生に蟷螂拳を指導している。生まれ故郷の台南で張徳奎から秘門蟷螂拳を学んだ後、劉に弟子入りし八極拳を学んだ。小柄な体格の明るいお調子者だが、各種格闘技の心得のある在台アメリカ軍人数人を圧倒するなど、その実力は非常に高い。武徳と義侠心を重んじ、師や同門の仲間、善良な市民に不埒な所業を働く人間のことを反面教師としつつ徹底的に懲らしめる。拳児の台湾滞在中、自宅に拳児を寝泊りさせ、蟷螂拳と八極拳をコーチする。
拳児のことを非常に気に入っており、別れが近づいてきた際に落ち込む様子を見せるほどかわいがっている。
『拳児2』では髪がかなり白くなったが、陽気で調子がいい様子は変わっていない。
モデルは劉雲樵の直弟子・蘇昱彰。
田 英海（でん えいかい）
蘇崑崙の台南時代の兄弟弟子。非常に大柄な体格で、蟷螂拳の他、ムエタイをはじめ様々な武術を学び、硬功夫（いんごんふー、中国武術におけるフィジカルトレーニング）を修めていて通常の打撃には耐性が高い。兵役中は陸軍で格闘技教官を務めていた。張徳奎から破門されたこと、劉月侠への弟子入りが叶わなかったことを恨み、黄銀山と共に張一門と蘇崑崙に嫌がらせをしている。
蘇の門下に入ったばかりの拳児を一方的に吹っ掛けた試合で圧倒するも、駆け付けた蘇の浸透勁を受けて敗退。その後、蘇と劉の下で修行を積んだ拳児と再戦し惨敗を喫する。これを機に敗北を認めて素直に蘇に教えを乞うと共に、拳児の目覚ましい成長ぶりに驚愕した。
モデルは松田隆智の元教え子で『フルコンタクトKARATE』誌の編集長だった山田英司。
黄 銀山（こう ぎんざん）
蘇崑崙の台南時代の兄弟弟子。台南の有力者の息子で、権力を笠に着て好き放題振舞っている。田英海と同じく、自らを破門した張徳奎と蘇崑崙を恨み、数々の嫌がらせを行っていた。中国から渡来した黒社会の殺し屋を雇って蘇の命を狙おうとしたところを、単身邸宅に踏み込んできた蘇に殺し屋共々叩きのめされる。

### 香港
閻 大旺（えん だいおう）
香港・九龍城の実力者で、羅漢銭等の暗器の名手。大陸から流れてきた者たちの面倒を見ている。ユニオンの幹部でもある。横浜にて拳児と邂逅した後、台湾から香港に渡ってきた拳児にユニオンの様々なしきたりを教育する。通称・閻魔大王と呼ばれており、アメリカに在住していた時期がある。
閻 勇花（えん ゆうか）
閻大旺の姪。大旺から羅漢銭、劉月侠から剣術（崑吾剣）を習っており、その勇ましさから小説の主人公にちなんで「十三妹」と呼ばれている。スージーという英語名も持っているが、十三妹の方が通りが良いためあまり使わないとのこと。
ボビー
九龍城の住人で、閻大旺の身内の一人。大陸出身で漢名は曹 希明（そう きめい）。勇花とよく行動を共にしており、映画スターになることを夢見て日夜蟷螂拳の修行に励んでいる。トニー・譚の香港時代の舎弟で、トニーのことを慕っている。
貧しさから度々問題も起こしているらしく、九龍城にやってきたばかりの拳児を標的にカツアゲしようとして勇花に叱責された。その後、通っている武術道場にやってきた拳児との手合わせであっさり打ち負かされてしまったことに苛立ち1度は声を荒げて拒絶するも、自分の実力を立ててくれた拳児を気に入り、友人として仲良くなった。
ジョニー・王（ウォン）
香港の愚連隊「天友楽」のリーダー。蛇拳の使い手で、トニー・譚の香港時代のライバルだった。黒社会とも繋がりがあり、閻大旺の失脚を目論んでいる。
敵対する武館との試合を覗き見していた拳児と試合し難なく彼の突きをいなして優位に立つが自身の主である黒社会の長の命令で一旦は見逃す。その後、閻失脚計画のため拉致した勇花を取り戻しに来た拳児と再戦し、虚実(実践におけるフェイント)の基礎知識を得た拳児に翻弄され突きの一撃で敗北した。

### 中国
柴進軍（さい しんぐん）
滄州で拳児を出迎えた老人で、ユニオンの一員。滄州の顔役の一人で、水滸伝の英雄・柴進の末裔を自称している。
朱 勇徳（しゅ ゆうとく）
ユニオンの一員。強氏八極拳の使い手で、八極拳の腕は滄州一と称されている。気性が激しく、日本人ながら八極拳を学んでいる拳児を敵視するが、やがてその実力を認め侠太郎探しに協力、別れ際には強氏八極拳の歩法（活歩）を伝授する。モデルは強氏八極拳の名手・朱宝徳。
尹 東侠（いん とんきょう） / 道戒（どうかい）
侠太郎の恩人・尹春樹の孫。腕力はあるが肥満体で動きが鈍く、周りからは大牛というあだ名で呼ばれている。 鄭州で決闘を強要され命を落とした父親の仇を討つため近隣の村・孟村の八極拳師・丁清真に師事し、孟村を訪ねてきた拳児を兄と慕うようになる。後に嵩山少林寺に入門して道戒の僧号を名乗るようになる、八極拳に関しては身のこなしの鈍さからいまひとつであったが、少林寺への入門後は棍法や三節棍を習得して夜叉王の手下と対等に渡り合うまで成長し、修行仲間の道珍と共に拳児の応援に駆け付けた。
悟雷の指導により七十二芸のひとつ玉帯功を修め、拳児らの協力で仇討ちを成し遂げて還俗、帰郷する。
董 竹林、ペイペイ（たん つーりん、ぺいぺいは「亻に菩」を繰り返す）
鄭州で茶館を営む主人とその娘。
いきなり来店して居続けをする拳児を不審に思うが、最終的には気に入って侠太郎やトニーの消息を伝え、登封県にいる兄弟の松林・梅林（未登場）を紹介した。
ペイペイは陳小豪の太極拳教室に通っている。侠太郎と会った際にはやんちゃ盛りで拳児を思い出した侠太郎から小遣いを貰って買ったパンダのぬいぐるみを「剛剛（カン・カン）」と名付けている。
金白山、石鉄岩（きん はくさん、せき てつがん）
金老とも呼ばれている鄭州の元顔役で開放前には500人の手下がいた。ユニオンの一員。
石は金老の下に残っていた部下で、少林寺の還俗和尚だった父親から心意把を習っている。また、石は反動分子として捕まっていた過去があり、董竹林も拳児に「解放前は荒くれ者で知られていた」と、警戒を促している。
陳 小豪（ちん しょうごう）
鄭州の太極拳国家指導員。陳氏太極拳の正統の血を引く。やや気難しく気性が激しいが指導熱心で、門弟ではない拳児にも太極拳の基本を指導する。後に教室を訪ねてきたトニーと軽いいさかいを起こしている。実家のある陳家構には、よく似た弟の小星（しょうせい）や、生意気盛りな息子がいる。モデルは陳氏太極拳第11代伝人・陳小旺。
李 長典（り ちょうてん）
趙堡鎮で農業を営む老人。拳児の使う太極拳・忽雷架（兄弟子の1人・徐文学から学んだ）を創始した李景炎の子孫。飢えて行き倒れになっていた拳児を介抱し、陳家溝の陳諸才を紹介した。気功の達人で並外れた太極拳の技量を持っているが、「武術は誰にも知られず、密かに功を積め」という家訓に従って実力を秘匿しているため、その腕前は誰も知らない。
張 猛炎（ちょう もうえん）
趙堡鎮出身の太極拳の達人。父親の指導の下で熱心に修行に励んでいたが、文化大革命の際に父を殺されたショックで人間性が歪み、以来、張狠子のあだ名で呼ばれる暴れ者となった。趙堡鎮の外れにある、かつて李景炎が修行した場所を聖地と見なしており、無断で立ち入った拳児に重傷を負わせる。その後、陳諸才のもとで本格的に太極拳を学んだ拳児と再戦し、強烈な一撃を加えられて敗北を喫する。それを機に憑き物が落ちたように改心し、穏やかな表情で拳児の強さを認めつつ「俺のようになるな」と言い残し、ひとり村を後にした。
道珍（どうちん）
少林寺の少沙弥（小坊主）。年少組の中では腕が立つ方だが、生意気な性格で少林拳以外の武術を侮っていた。拳児の八極拳を見てからは素直に認識を改め、道戒同様に拳児を慕うようになる。拳児と共に秘伝を学びたい一心で道戒と一緒になっていたずら騒ぎを起こしてわざと謹慎処分を受け共に修行に励む。悟雷の指導では軽身功や流星錘を学び、夜叉王相手には道戒とともに三節棍を披露した。
徳真（とくしん）
少林寺の住持。祖父の消息を求めてやってきた拳児を入門希望者と勘違いして仮入門させる。
過去に侠太郎と面識があり、再会をはやる孫の拳児を教え諭しながら導く。
悟雷（ごらい）
少林寺の裏手にある庵「初祖庵」に住む番人。少林寺の秘伝である鍛錬法・七十二芸を継承する拳士で、文化大革命時に少林寺を去り夜叉王の頭目となった悟空の弟弟子にあたる。
祖父を探す手がかりを求めて夜叉王に挑もうとする拳児と、拳児を追いかけてきた道戒らに七十二芸や武器術を指導する。
悟空（ごくう）
強盗団「夜叉王」のリーダー。かつては少林寺の秘伝である心意把を継承する拳士だったが、文化大革命の際に紅衛兵と乱闘騒ぎを起こし殺害してしまったことで、寺に迷惑がかかることを恐れて少林寺を去る。出奔後、父を身代わりに殺されたことを機に、紅衛兵に虐待を受けた経験を持つ者たちを集めて少林拳の心意把を伝授して夜叉王を結成し、復讐のために紅衛兵のみを標的にして襲撃を繰り返していた。
文化大革命が終わった後も夜叉王の活動を続け、老君山に篭もっていた。やがて訪ねてきた侠太郎と激闘を繰り広げた末に意気投合して義兄弟となり、連日におよぶ説得を受けて夜叉王の解散を決めるが、それに不満を持つ部下に暗殺され、侠太郎の身柄と共にその事実を秘匿された。
夜叉五（やしゃご）
「八大鬼神」と呼ばれている夜叉王5番目の幹部。元は鄭州のゴロツキで、滄州を始めとする河北省の武術家を敵視している。少林寺へ向かう拳児を騙して紹介状を奪ったが、夜叉王幹部の証である短剣を取られ、拳児を執拗につけ狙う。道戒（東侠）の父の仇。
拳児との決闘に敗れた夜叉一から夜叉王の解散を言い渡された直後、解散に不満を抱く団員を集めて新しい強盗団を結成し拳児たちを襲撃するも、少林寺からの援軍を得た拳児たちによって壊滅させられ、道戒の玉帯功で締め落された。
夜叉一 (やしゃいち)
悟空亡き後の夜叉王を取り仕切る頭目で、悟空の一番弟子だった男。侠太郎の説得に応じた悟空から一味の解散を言い渡されたことに不満を持ち、悟空を闇討ちして殺害した後その後釜に収まった。
掟に厳しいが、子供は殺したくないと口にしたり、関係のない子供たちは勝敗に関わらず少林寺に帰してやってほしいという拳児の願いを汲むなど、人情と度量の深さも持ち合わせている。
敗北を素直に認める潔さも持ち、拳児との決闘に敗れた後はいきりたつ仲間を静止し、老君山への道を譲った。(その後に顛末は不明だが、夜叉王の解散の宣言に不満を持つ仲間たちに暴行を受ける様子が描かれているため、恐らく始末されたと思われる)
張 伯天、琇瑛（ちょう はくてん、しゅうえい）
少林寺の西南・外方山に住む還俗和尚とその娘。徳真和尚に紹介されて拳児が訪ねた。
伯天は鏢（手裏剣）の使い手。娘の琇瑛も双剣や飛毛脚といった七十二芸を修め、優れた腕前を持つ他、敵の目を欺くために敵地のど真ん中で仮眠をとるなど豪胆な性格で、拳児のことを子ども扱いしていたが、戦いの中で彼のことをそれとなく意識していた様子。
呂 瑞法（りょ ずいほう）
河南省の心意六合拳の大家。トニー・譚を追って河南省にたどり着いた拳児に、弟子の馬大元とともに心意六合拳を教授する。モデルは河南省の呂瑞芳。
李 書文（り しょぶん）
清朝末期から中華民国時代に実在した、伝説的な強さを誇った八極拳の拳士。拳児の使う李氏八極拳の祖でもある。
過去の時代の人物であるため劇中に本人が登場することはないが、侠太郎の訓話や劉月侠の昔話といった形で、その強さや人物像に関するエピソードが度々紹介されている。
非常に偏屈で気難しい人物で、八極拳こそ最高の拳法と信じ込みその他の拳法を絶対に認めようとしない頑なな性格。他流派の老師に対抗し、劉月侠に無茶な稽古を付けてその様子を見せつけたりしていた（皮肉にも、その稽古から逃げ出したことで月侠は他流も学ぶようになる）。
拳児本編では「強さゆえにその身を滅ぼしてしまった人」と狭太郎に形容されているように、試合で打ち負かされた相手の身内に毒殺されたと語られている。その一方、旅の中で拳児が伝え聞いた話では、老境に差し掛かった頃には度重なる試合を疎んじるようになり、手合わせた相手を死なせてしまったことで虚しさを感じたり、手をかけた相手を放置せず丁重に弔うなどの心境の変化があったとされている。
外伝では最後まで旺盛に試合に臨んでおり、最後に手合わせた高名な武術家を死なせてしまった後逃げるように町を去ろうとする途中で町の人間に振舞われた毒入りの茶を飲んでしまい、本編で語られた通りに死亡した。
実在の李書文については、李書文を参照。

## 拳児2
『拳児2』（けんじ ツー）は、『拳児』の続編。サンデーうぇぶりにて2018年6月1日から不定期で連載されている。2019年7月12日に、同年までに配信された5話を収録した単行本が発売された（ISBN 978-4-09-129349-7）。
前作から時代を経て成長し、武術家となった拳児の活躍を描く。作画は同じく藤原芳秀が手がけているが、2013年に死去した松田隆智は原作から原案の位置づけになり、代わって『拳児』初代担当編集者だった佐藤敏章がシナリオ協力を担当している。なお、単行本あとがきでは、著者が女性として描かれている。
藤原は2019年7月からさいとう・プロダクションに所属するようになり、さいとうプロの作品制作と並行して本作を不定期で配信していたが、病床にあった最晩年のさいとう・たかを（2021年に死去）により作画チーフに指名されるなど仕事が増大したためか、2020年9月16日に第8話を配信して以降は更新が止まっており、また藤原の単独名義では他作品の発表も行われていない。

### 登場人物 (拳児2)
剛 拳児（ごう けんじ）
主人公。八極拳をはじめ数々の中国武術を修める達人として武術界に名を馳せ、修行のために中国と日本を行き来し様々な道場に出入りしながら、武術に関する書籍の執筆を手がけている。熱心な武術家には名を知られた存在であり、飄々とした性格で周囲から一目置かれている一方、方々の流派に訪ね歩く姿勢を好ましく思わない人間も多いと言われる。
40も間近にして独身。お互いに想い合ってはいたが恋人未満であった風間晶とは、恋愛や結婚には発展しなかった模様。日本ではアパートで独り暮らしをしているが、部屋には常にゴミ袋が置かれており、掃除もあまりされていない。両親は祖父・侠太郎の暮らしていた田舎で隠居している。
ライバルだったトニー・譚とのその後の関係は語られていないが、前作の後も幾度となく戦いを繰り広げたと回想で示唆されている。
市村 太一（いちむら たいち）
拳児の幼馴染みの親友。職業は国家公務員。妻・美鈴と息子・拳太の3人で暮らしている。肥満体。拳太が拳児の指導でいじめを克服し武術を始めたのを機に、自身も少年時代以来久しぶりに武術を再開する。
市村 拳太（いちむら けんた）
太一の息子。小学生。性格も外見も太一によく似ている。名付け親は拳児。竜崎にいじめられていたが、拳児に教えられた不意打ちの反撃で竜崎を倒してからいじめられることはなくなり、以来父と共に拳児から武術を学んでいる。形式上は拳児に弟子入りしたわけではなく、父から教わった武術を拳児に矯正してもらう形をとっている。
竜崎（りゅうざき）
拳太のクラスメイト。下の名前は不明。父親から習った空手を悪用して拳太をいじめていた。後に拳児から高山の道場を紹介されて入門、真剣に空手に打ち込むようになりいじめを止める。
竜崎 猛（りゅうざき たけし）
竜崎少年の父親。空手の心得がある。息子が拳太に負けた腹いせに市村家に怒鳴り込み、それを拳児にたしなめられたことで拳児と決闘、敵意なく簡単にあしらわれたことで拳児を慕うようになった。
職業は自動車整備工場経営。強面で堅気らしからぬ外見や立ち居振る舞いをしているが、拳児によると根は悪人ではないという。叶と結城に頭が上がらない。
高山 双八（たかやま そうはち）
松濤館流空手道・高山道場師範。拳児の幼いころからの知人で、拳児に紹介された竜崎少年を門弟として預かり、また叶の得意技を拳児にアドバイスした。
叶 一撃（かのう いちげき）
空手道場・一撃舎師範。竜崎猛の師匠でもある老空手家。過去高山と試合したことがあり、得意技の左上段回し蹴りには高山も苦戦させられたという。一番弟子の結城が常に傍にいる。
竜崎をあしらった拳児を道場に呼んで自ら立ち合い、左上段回し蹴りをかわして反撃を加え、臆することなくアドバイスを贈ってきた拳児を認めて道場への出入りを許す。その後工夫した新しい戦法を披露し、茶飲み話に武道家として弟子をとることの大事さを拳児に説いた。
高杉 凛（たかすぎ りん）
晶の娘で小学生。拳児が公園で拳太を指導していた時に突如現れ、八極拳の技を披露して拳児に武術を教えてくれるようせがんだ。八極拳は張仁忠から手ほどきを受けたもので、後日母とともに金龍菜館で拳児と再会、中華街で老人をいたぶっていた不良少年たちに立ち向かって逆に叩きのめされ、中途半端な状態の方がよっぽど危ないと、拳児に弟子入りする。ただし、「八極拳は女の子向きではない」という拳児の考えから太極拳を習っている（八卦掌も候補に挙がっている）。
高杉 晶（たかすぎ あきら）
拳児の幼馴染みの女性。旧姓・風間。テキ屋だった父は亡くなっており、医師だった夫も早逝したため、金龍菜館で働きながら一人娘の凛を育てている。少女時代は拳児を「拳ちゃん」と呼んでいたが、再会後は「剛くん」と呼んでいる。
張 禅（ちょう ぜん）
張仁忠の孫。料理人として六本木の井上の店を手伝っている。幼いころに祖父の下で修行していた拳児と出会い、凛が不良に痛めつけられた事件を機に金龍菜館で再会、拳児に協力して事件を解決した。凛を歳の離れた妹のように可愛がっている。
張 仁忠（ちょう じんちゅう）
横浜中華街で中華料理店「金龍菜館」を経営する老人で、拳児と凛の八極拳の師。老齢のためか車椅子で生活しているが往年の実力は健在で、店で暴れるチンピラを拳児と共に一蹴した。孫に禅と美美（メイメイ）の兄妹がおり、美美は留学先のアメリカで結婚し定住している。
陳 剣英（ちん けんえい）
太極拳教室を主宰する武術家で太極拳士。拳児とは互いに親しく付き合う馴染みの間柄。
陳 秀麗（ちん しゅうれい）
剣英の娘で中学生。表演会に飛び入りで参加した拳児の演武を見て入門を申込む。拳児からは女の子には教えていないと断られるが、対抗心を出した凛が張老師から習っていた八極拳を見せたため、嘘を吐かれたと誤解している。